# Paracrangon ostlingos
Paracrangon ostlingos is een garnalensoort uit de familie van de Crangonidae. De wetenschappelijke naam van de soort is voor het eerst geldig gepubliceerd in 2004 door Komai & J.N. Kim.